# 완안오리보
완안오리보 (完顔吾里补)은 금나라의 황족이다. 금 예종 완얀종요의 제2황자이며 금 세종의 동생이다.